# Chaetocarpeae
Chaetocarpeae es una tribu de plantas con flores perteneciente a la familia Euphorbiaceae. Comprende 2 géneros.

## Géneros
- Chaetocarpus
- Trigonopleura